# 맹꽁서당
《맹꽁서당》은 2007년 5월 4일부터 2009년 4월 20일까지 KBS 1TV에서 매주 수요일에 방송되었던 어린이 프로그램이다. 한자 교육을 소재로 다루고 있으며, 드라마, 내 인생의 사자성어, 애니메이션 고사성어로 구성되어 있다.
KBS의 2009년 봄 개편에 따라 본방송은 개편 후 첫 월요일이었던 4월 20일에 97회(KBS 2TV에서 방영)를 마지막으로 종영되었으며, 4월 23일부터 10월 15일까지 KBS 2TV에서 매주 목요일 4시 40분에 1회 ~ 30회까지 재방송되었다.

## 등장 인물
- 훈장님
- 어진아씨
- 떡수
- 금옥이
- 오성이
- 석봉이
- 수정옹주
- 공주
- 지학사
- 장내관
- 임금

### 출연자
- 수정옹주 : 신수정
- 훈장님 : 김수근
- 지학사 : 전환규
- 장내관 : 김상태
- 임금 : 김경록
- 박지현
- 조찬우
- 어진아씨 : 최효정
- 떡수 :신동수
- 금옥이 : 조정은
- 석봉이 : 이병현
- 공주 : 김민좌
- 오정연

### 목소리 출연
- 오성이 : 이인성
- 배한성